# 斯馬涅河
46°32′13″N 01°11′57″W / 46.53694°N 1.19917°W
斯馬涅河（法語：Smagne，法語發音：[smaɲ]）是法國的河流，位於該國西部，屬於萊河的左支流，河道全長50.3公里，流域面積190平方公里，平均流量每秒1.54立方米，河口處在莱河畔马勒伊-迪赛。

## 外部連結
- http://www.geoportail.fr （页面存档备份，存于）
- The Smagne at the Sandre database